# 貝特洛將軍鎮鄉
45°36′00″N 22°53′00″E / 45.6°N 22.8833°E
貝爾特洛將軍鎮鄉（羅馬尼亞語：Comuna General Berthelot, Hunedoara），是羅馬尼亞的鄉份，位於該國西部，由胡內多阿拉縣負責管轄，面積31平方公里，海拔高度379米，2007年人口987，人口密度每平方公里32人。